# 柳文 (1914年)
柳文（1914年—？），原名刘士范，女，满族，辽宁沈阳人，中华人民共和国政治人物，曾任辽宁省人大常委会副主任，第三、六届全国人大代表。